# 134329 Cycnos
134329 Cycnos è un asteroide troiano di Giove. Scoperto nel 1977, presenta un'orbita caratterizzata da un semiasse maggiore pari a 5,181089 UA e da un'eccentricità di 0,081902, inclinata di 17,386956° rispetto all'eclittica. Ha un diametro di 17,695 km e un'albedo di 0,074.